# 富比内
富比内（義大利語：Fubine），是意大利亚历山德里亚省的一个市镇。总面积25.52平方公里，人口1683人，人口密度65.9人/平方公里（2009年）。ISTAT代码为006076。